# Фредерік Огастес Лукас
Фредерік Огастес Лукас (англ. Frederic Augustus Lucas; 1852—1929) — американський зоолог, працював куратором Бруклінського музею та директором Американського музею природознавства. Він був фахівцем з остеології та анатомії птахів.

## Біографія

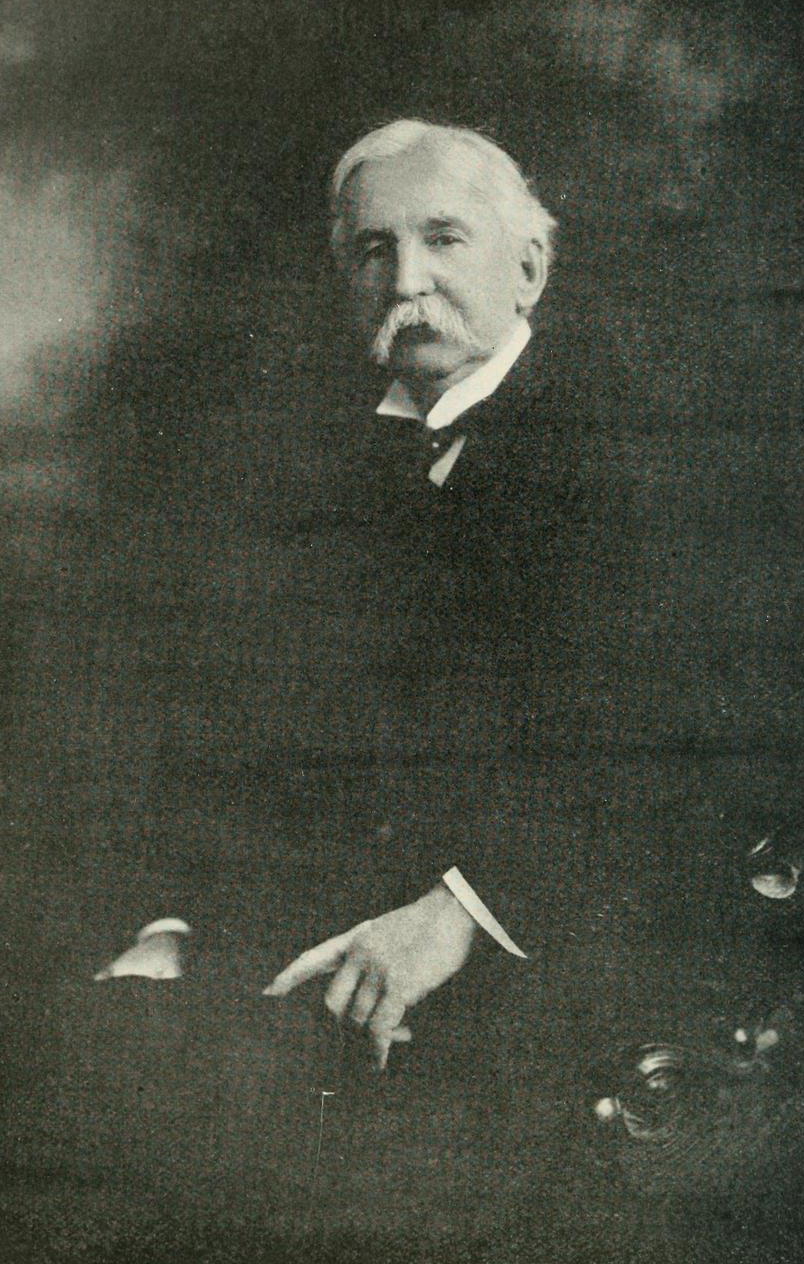
Лукас у 1918 році

Син Огюста Генрі, торгового моряка, який був капітаном вітрильного судна. Він супроводжував свого батька у двох далеких мандрівках: першій (1861—1862) у віці 9 років і другій (1869—1870), коли йому було 17 років. Він захопився морськими тваринами, особливо птахами, багатьох з яких він зміг зловити в пастки, зняти шкіру та підготувати для виготовлення опудал. Він захотів стати таксидермістом і вступив до Вордової наукової установи в Рочестері, штат Нью-Йорк. У віці 21 року він був призначений для підготовки зразків птахів у Національному музеї природної історії у Вашингтоні, округ Колумбія (1882), де йому було присвоєно звання куратора. Згодом він став головним куратором Бруклінського музею в Брукліні (1904), а згодом отримав призначення директором Американського музею природної історії на Мангеттені (1911).
Фредерік Лукас помер 9 лютого 1929 року у своєму будинку у місті Флашинг, штат Нью-Йорк, у віці 76 років. Його поховали в Плімуті, штат Массачусетс . Він був одружений з Енні Едгар з 1884 року, і вони мали двох дочок.

## Робота
Фредерік Лукас опублікував серію досліджень з анатомії птахів і музейних методів. Його більш широко розповсюджені роботи включають такі роботи, як «Тварини минулого» 1901 року та «Тварини до появи людини в Північній Америці». Під час нападу акул біля берегів Нью-Джерсі (1916) він відіграв важливу роль у визначенні виду акул, відповідальних за ці інциденти.

## Вшанування
Його іменем названо льодовик Лукас на острові Південна Джорджія.